# フセヴォロド1世

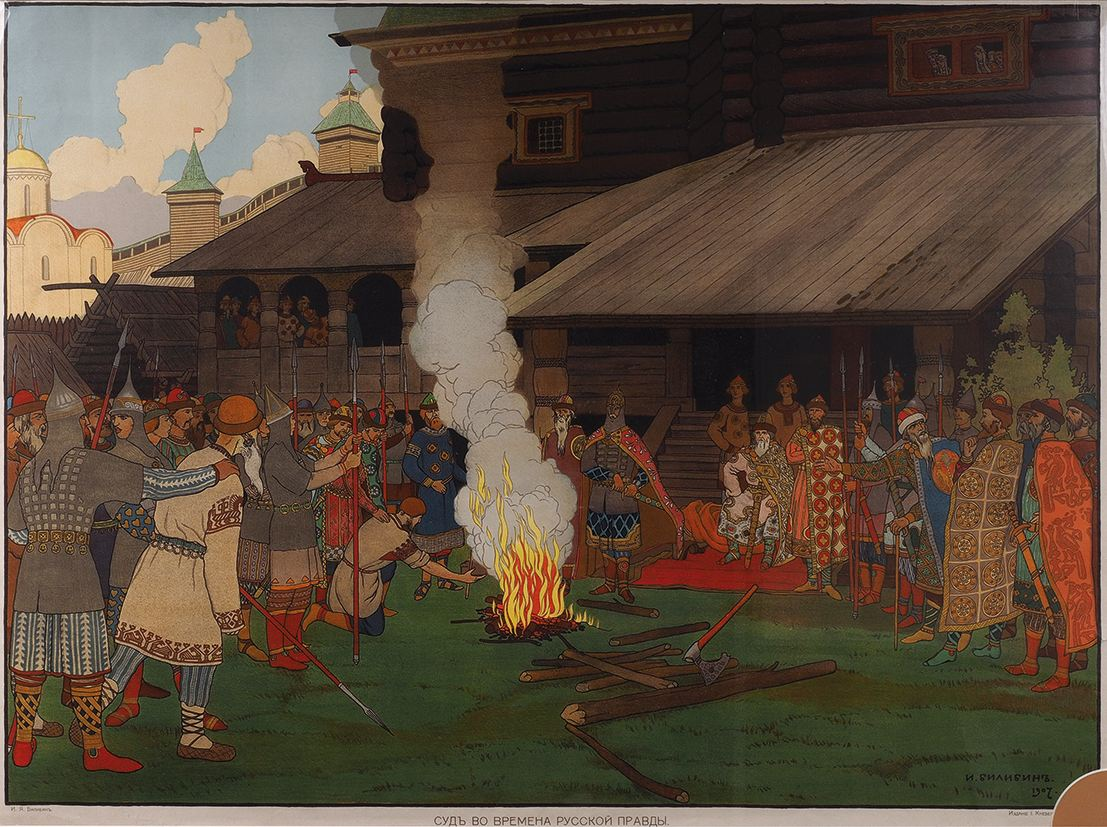
フセヴォロド1世のキエフ宮廷（画：イヴァン・ビリビン）

フセヴォロド1世/ ヴセヴォロド1世（Всеволод I Ярославич, 1030年 - 1093年4月13日）は、キエフ大公（在位：1076年 - 1077年、1078年 - 1093年）。

## 経歴
父はヤロスラフ1世、祖父はウラジーミル1世。息子にウラジーミル2世モノマフがいる。二人の兄イジャスラフ1世、スヴャトスラフ2世とともに「三兄弟公」と呼ばれる（実際には早くして亡くなった長兄ウラジーミルがいる）。公妃は最初、東ローマ皇帝コンスタンティノス9世モノマコスの娘(ru)であり、娘アンナと息子ウラジーミルはこの妃から生まれた。公妃の名をアンナと伝える資料もあるが、確証がないとする意見もある。1067年公妃の死後、在地勢力から妻アンナを迎える。ポロツク公家門とする見方のほか、クマン人からであるとする説もある。この妃から息子ロスチスラフと三人の娘（あるいは二人）を得た。ロスチスラフはのちに溺死した。娘の一人は修道女となり、もう一人エウプラキヤは神聖ローマ皇帝ハインリヒ4世に嫁した。
1054年の父の死後、次子であるイジャスラフがキエフ大公位及びノヴゴロド、トゥーロフを、スヴャトスラフがチェルニーゴフ、リャザン、ムーロム、トムタラカニを獲得し、フセヴォロド自身はペレヤスラヴリ・ルースキー（モスクワ近郊のペレヤスラヴリ・ザレスキーではない）及びロストフ、スーズダリ、ベロオーゼロといったヴォルガ上流域の東北ロシアを領有した。また、弟が二人おり、ヴャチェスラフはスモレンスクを末弟イーゴリはヴォルィーニを支配した。
イジャスラフ、スヴャトスラフと共に一種の三頭政治を展開し、ヤロスラフ1世が作成したルースカヤ・プラウダ（ルーシ法典）に新条項（「ヤロスラフの子らの法典」）を付加した。1072年には、兄弟三人で叔父に当たるボリスとグレブの不朽体（聖遺物）を移動させる儀式を行った。ボリスとグレブは1010年代の公位継承戦争のなかで謀殺されたウラジーミルの子であり、キリスト教の殉教者と考えられていた。現地出身の聖人を作ることで、国家としての求心力と威信を高めようとしたものと思われる。
1073年にはスヴャトスラフがイジャスラフから大公位を奪い、フセヴォロドと共に行動する。1077年のスヴャトスラフ急死の後、一時的に大公位に就くが、イジャスラフと和解し、彼に大公位を譲り、自分はスヴャトスラフの故地チェルニーゴフに移る。その後、チェルニーゴフをめぐり、スヴャトスラフの子オレーグ、その仲間ボリス(ru)を相手に、イジャスラフと共に戦う。1078年の決戦を前にして、ボリスとイジャスラフが死去。フセヴォロドは再びキエフ大公位に就いた。
フセヴォロドはギリシア語で詩作ができ、5言語を解することが出来た。晩年は病に伏し、実際の政務は息子ウラジーミル・モノマフが取った。

## 子女
最初の妻(ru)との間には以下の子供をもうけた。
- ウラジーミル2世モノマフ（1053年 - 1125年5月19日）
- アンナ(ru)（1112年1月3日没） - 修道院長、1089年コンスタンティノープルを訪問

二人目の妻アンナとの間には以下の子供をもうけた。
- ロスチスラフ（1070年 - 1093年5月26日）
- エウプラキヤ（1071年 - 1109年） - 神聖ローマ皇帝ハインリヒ4世に嫁いだが、後にハインリヒが自分の裸身の上で黒ミサを行ったと申し立てて離婚し、ヨーロッパ中の醜聞の的となった。
- エカテリーナ（1108年8月11日没） - 修道女
- マリヤ（1086年没）